# Théorème d'Ampère
Pour les articles homonymes, voir Ampère (homonymie).
En magnétostatique, le théorème d'Ampère permet de déterminer la valeur du champ magnétique grâce à la donnée des courants électriques. Ce théorème est une forme intégrale de l'équation de Maxwell-Ampère. Les principes amenant à ce théorème ont été découverts par André-Marie Ampère, et constitue l'équivalent magnétostatique du théorème de Gauss. Pour être appliqué analytiquement de manière simple, le théorème d'Ampère nécessite que le problème envisagé soit de symétrie élevée.

## Théorème d'Ampère en statique
Ces relations s’appliquent uniquement dans le cas où le champ électrique est constant dans le temps (les courants sont stables et indépendants du temps), sinon le champ magnétique varierait dans le temps.

### Dans le vide

#### Énoncé littéral
La circulation du champ magnétique {\displaystyle {\vec {B}}} le long d’un contour {\displaystyle C} orienté et fermé, que l’on appelle contour d’Ampère, est égale à la somme algébrique des courants qui traversent la surface délimitée par {\displaystyle C}.

#### Forme intégrale
où :
- {\displaystyle \oint _{C}} représente l'intégrale curviligne sur le contour fermé {\displaystyle C},
- {\displaystyle {\vec {B}}} est le champ magnétique,
- {\displaystyle \mathrm {d} {\vec {\ell }}} est l'élément infinitésimal de déplacement le long du contour {\displaystyle C},
- {\displaystyle I_{\text{enlacée}}} est l'intensité algébrique du courant total enlacé (entouré) par le contour {\displaystyle C},
- {\displaystyle \mu _{0}=4\pi \times 10^{-7}} kg m A−2 s−2, ou encore {\displaystyle \mu _{0}=4\pi \times 10^{-7}} T m A−1 est la perméabilité du vide.

Remarque : On peut distinguer plusieurs cas concernant l'intensité enlacée par le contour 
- si le contour enlace un courant volumique {\displaystyle {\vec {\jmath }}}, alors l'intensité enlacée aura la forme suivante :

avec {\displaystyle {\vec {\jmath }}} en (A.m-2).
- si le contour enlace un courant surfacique {\displaystyle {\vec {k}}}, alors l'intensité enlacée aura la forme suivante :

 avec {\displaystyle {\vec {k}}} en (A.m-1) et {\displaystyle {\hat {n}}} un vecteur unitaire normal au contour d'intégration.
- si le contour enlace plusieurs circuits filiformes alors on peut dire que l'intensité enlacée s'écrira :

 avec {\displaystyle I_{i}} l'intensité d'un fil du circuit filiforme.
Attention, il s'agit d'une somme algébrique : il faut orienter le contour d'Ampère, et donc donner une normale à la surface, d'où une convention de signe concernant les courants enlacés, comptés positivement ou négativement selon leur sens. Cette convention se retient par la règle du tire-bouchon.
Pour le contour d'Ampère représenté sur cette image :

#### Forme différentielle
Par le théorème de Stokes, on obtient l'expression de la loi d'Ampère sous forme locale (en faisant apparaître l'opérateur rotationnel) qui établit une relation entre le champ {\displaystyle {\vec {B}}}  en un point de l'espace et la densité de courant  {\displaystyle {\vec {J}}} en ce même point :

### Dans la matière
Dans la matière, notamment aimantée, on se retrouve en présence de plusieurs types de courants (les courants libres qui sont les courants usuels que nous connaissons, et les courants liés qui eux vont dépendre des champs présents dans la matière). En conséquence, le théorème d’Ampère conventionnel n’est plus valable. En revanche, le théorème d’Ampère pour l’excitation magnétique {\displaystyle {\vec {H}}} existe et va pouvoir être utilisé pour calculer {\displaystyle {\vec {H}}} si l’on connaît la distribution en courant.

#### Notions sur les densités de courant dans la matière en statique
Dans la matière on ne connaît jamais les sources ({\displaystyle {\vec {J}}}) de courants intégralement. On va donc séparer les sources connues de celles inconnues :
- On ne connaît pas en général les charges et les courants liés au milieu (on note {\displaystyle {\overrightarrow {J_{\text{lié}}}}} leurs densités volumiques respectives)
- On connaît en général les charges et les courants libres du milieu (on note {\displaystyle {\overrightarrow {J_{\text{libre}}}}}   leurs densités volumiques respectives)

On a ainsi :
Il faut prendre en compte le champ macroscopique aimantation, noté {\displaystyle {\vec {M}}} et défini comme la densité volumique de moment magnétique. Ce champ va induire un courant lié qui va être à l'origine de l'aimantation qui s'exprime :
où {\displaystyle {\vec {M}}} est le vecteur aimantation.
On pose ainsi :
Les milieux conducteurs contiennent des charges électriques qui peuvent se mouvoir (charges libres), celles-ci vont induire une densité de courant libre (ou de conduction) qui s'exprime :
on reconnaît la loi d'Ohm locale avec {\displaystyle \sigma } la conductivité.

#### Forme littérale
Dans la matière aimantée le théorème d’Ampère peut se réécrire pour l’excitation en ne considérant que les courants libres :
La circulation de l'excitation magnétique {\displaystyle {\vec {H}}} le long d'un contour fermé {\displaystyle C} est égale à l'intensité totale en courant libre qui traverse n'importe quelle surface s'appuyant sur {\displaystyle C}.
Cela suppose que l'on se trouve en régime permanent auquel cas le vecteur densité de courant {\displaystyle {\overrightarrow {J_{\text{libre}}}}} est à flux conservatif et l'intensité ne dépend que de  {\displaystyle C} et pas du choix de la surface s'appuyant sur {\displaystyle C}.

## Théorème d'Ampère en dynamique

### Dans le vide

#### Forme différentielle
En régime variable l'équation de Maxwell-Ampère donne :
On remarque la présence d'un autre terme par rapport au régime statique. Il s’agit d'une densité de courant que Maxwell a pris en compte en établissant ses équations, nommée la densité de courant de déplacement :
où ε0 est la permittivité du vide.

#### Forme intégrale
D'après le théorème de Green, l'équation différentielle de Maxwell-Ampère peut se réécrire sous forme intégrale :

### Dans la matière
Dans la matière on peut poser :
- {\displaystyle {\vec {D}}=\varepsilon _{0}{\vec {E}}+{\vec {P}}} l’induction électrique (en C.m-2)

Dans la matière il faut prendre en compte la polarisation du milieu, notée {\displaystyle {\vec {P}}} et définie comme la densité volumique de moment dipolaire électrique totale. Cette dernière va induire en régime variable la présence d'une densité de courant de polarisation définie par :
 où {\displaystyle {\vec {P}}}  est le vecteur polarisation.
En dérivant {\displaystyle {\vec {D}}} par rapport au temps on obtient :
on reconnaît la densité de courant de polarisation {\displaystyle {\overrightarrow {J_{\text{p}}}}} ainsi que la densité de courant de déplacement {\displaystyle {\overrightarrow {J_{\text{d}}}}}
- {\displaystyle {\vec {H}}={\frac {\vec {B}}{\mu _{0}}}-{\vec {M}},} l’excitation magnétique (en A.m-1)

#### Forme différentielle
L'équation de Maxwell-Ampère se réécrit donc dans la matière :

#### Forme intégrale
D'après le théorème de Green, l'équation différentielle de Maxwell-Ampère peut se réécrire sous forme intégrale :

## Remarques
- Le théorème d’Ampère conduit à des résultats identiques à ceux que l'on peut obtenir via la loi de Biot et Savart.
- Le sens de circulation sur le contour d’Ampère est totalement arbitraire. Dès que ce choix est fait, il faut appliquer la règle du bonhomme d’Ampère.
- Il faut faire attention à la somme algébrique des sources. Deux courants d'intensités identiques traversant une même surface en sens opposés conduiront à intensité enlacée totale nulle.

## Résolution d'un problème avec le théorème d'Ampère

### Méthode générale pour calculer le champ magnétostatique en tout point M quelconque de l'espace
1. Définir un système de coordonnées approprié aux symétries présentes sur la distribution en courant (cartésiennes, cylindriques et sphériques);
2. Repérer toutes les invariances de la distribution de courant, afin de déterminer la dépendance du champ par rapport à certaines coordonnées du point M;
3. Repérer les plans de symétrie (ou d’antisymétrie) de la distribution de courant, afin de déterminer la direction du champ magnétique au point M;
4. Définir un « contour d’Ampère », qui contient le point M, et sur lequel le champ est tangent. Suivant la distribution il faut généralement distinguer plusieurs cas, selon la région de l’espace où se situe le point (à l’intérieur / à l’extérieur de la distribution par exemple);
5. Appliquer le théorème d’Ampère afin de résoudre le problème.

### Exemples de calcul
Des exemples de calculs se trouvent sur la page wikiversity